# Усадьба Кокорева
Уса́дьба В. В. Ко́корева (по другим данным, Н. В. Кокорева) — комплекс исторических зданий в Пушкине. Построена в 1840-е гг. Выявленный объект культурного наследия. Расположена на Октябрьском бульваре, дома 40-44.

## История
Данные о постройке противоречивы. Официально ансамбль носит название «усадьба В. В. Кокорева». С другой стороны, указывается, что она построена для чиновника 6-го класса Николая Васильевича Кокорева. Архитектором, по одним сведениям, был брат владельца В. В. Кокорев, по другим — А. В. Кокорев (составил в 1840 году проект совместно с архитектором Д. Ефимовым). Усадьба из трёх каменных домов, главного и двух флигелей, а также двух не сохранившихся деревянных зданий служб, возведена на участке № 306 в районе, называвшемся «Новые места», в 1840-е гг. Для проезда к новой усадьбе был специально проложен 2-й Бульварный переулок (вошёл в состав Октябрьского бульвара). Позднее участком владел купец 1-й гильдии Генрих Антонович Лепен, по заказу которого А. Ф. Видов пристраивал балконы на доме (не сохранились). В 1950-е годы усадебные дома перестраивались.

## Архитектура
Фасады дома и флигелей оформлены единообразно, в стиле позднего классицизма. В их отделке присутствуют поэтажные пилястры, рустованные лопатки. Флигели симметричны, они выходят на бульвар узкими фасадами шириной в четыре окна.